# Silaus tenellus
Silaus tenellus är en flockblommig växtart som beskrevs av Josef Velenovský. Silaus tenellus ingår i släktet Silaus och familjen flockblommiga växter. Inga underarter finns listade i Catalogue of Life.